# Čeplje (Vransko, Slovenija)
Čeplje je naselje u slovenskoj Općini Vranskom. Čeplje se nalazi u pokrajini Štajerskoj i statističkoj regiji Savinjskoj. 

## Stanovništvo
Prema popisu stanovništva iz 2002. godine naselje je imalo 134 stanovnika.